# Aymeri Ier de Narbonne
Pour les articles homonymes, voir Aymeri de Narbonne (homonymie).
Aymeri Ier de Narbonne, mort en Terre Sainte en 1105, a été vicomte de Narbonne de 1071 au plus tard jusqu'à sa mort. 

## Biographie
Sans doute encore jeune lorsque meurt son père, le vicomte Bernard, les premières années d'Aymeri à la tête de la vicomté s'effectuent à l'ombre de son oncle, Pierre, qui assure sa mainmise sur Narbonne à la fois comme vicomte, dont il prend le titre, et comme archevêque élu de la cité (1079-1085/6), malgré l’opposition du pape et de ses légats. Le gouvernement d’Aymeri Ier est surtout marqué par ses affrontements avec les archevêques Dalmace et Bertrand pour le contrôle de Narbonne. 
D'après un acte disparu auquel il est fait allusion dans des documents postérieurs, Aymeri Ier aurait autorisé en 1093 un groupe de moines bénédictins à s'installer dans la forêt de Fontfroide, point de départ modeste de ce qui allait plus tard devenir l'un des plus puissants monastères de la région, l’abbaye cistercienne de Fontfroide.
Parti en Terre Sainte vers 1103, le vicomte Aymeri Ier y meurt peu après. Son fils aîné Aymeri II lui succède.
Il est le premier vicomte narbonnais à porter le prénom dynastique d’Aymeri, marqueur lignager qui va se perpétuer chez ses successeurs jusqu’à la fin du XIVe siècle.
L'adoption de ce prénom au sein de la famille vicomtale de Narbonne a suscité chez les spécialistes de la littérature médiévale une controverse concernant ses liens éventuels avec le héros épique Aymeri de Narbonne.

## Mariage et descendance
Entre 1085 et 1087, il épouse Mahaut de Pouille, fille de Robert Guiscard, duc de Pouille, veuve de Raimond-Bérenger II, comte de Barcelone, de qui il eut :
- Aymeri II (mort en 1134), vicomte de Narbonne, son successeur ;
- Bernard, dit aussi Bernard Raimond (attesté en 1103) ;
- Guiscard (attesté en 1103) ;
- Bérenger (mort en 1162), d'abord moine à l'abbaye de Saint-Pons-de-Thomières (1103), puis abbé de Lagrasse (1114/1117-1156) et archevêque de Narbonne (1156-1162).

Le couple eut peut-être aussi une fille. La rubrique d'un acte aujourd'hui perdu du Liber feudorum maior évoque le mariage entre un vicomte du nom de Pierre et Mabilia (Amibilia), sœur du comte Raimond-Bérenger III de Barcelone, le fils né du premier mariage de Mahaut. Comme l'acte en lui-même est perdu et qu'aucun autre document ne mentionne cette Mabilia, les généalogistes et les historiens en sont réduits aux hypothèses. Mabilia pourrait être née de l'un ou l'autre des mariages de Mahaut avec Raimond Bérenger II de Barcelone ou le vicomte de Narbonne.